# ベラルーシ関係記事の一覧
ベラルーシ関係記事の一覧（ベラルーシかんれんきじのいちらん）では、ベラルーシに関係する記事の一覧を分野別にまとめた。

## 政治
- ベラルーシ共和国憲法
- ベラルーシ国家保安委員会
- ロシア・ベラルーシエネルギー紛争
- ロシア・ベラルーシ連邦国家創設条約
- ベラルーシの査証政策
- ベラルーシの大統領
- ベラルーシの首相

## 経済
- 日本・ベラルーシ経済フォーラム

## 都市
- ヴィツェプスク（ヴィテプスク）
- ノヴァフルデク（ノヴォグルデク、ナウガルドゥカス）
- バラナヴィーチ
- ピンスク
- ブレスト (ベラルーシ)（ブレスト・リトフスク）
- フロドナ（グロドノ）
- ホメリ（ゴメリ）
- マズィル
- マヒリョフ
- ミンスク

## 学術機関
- ベラルーシ行政アカデミー

## 人物誌
- ベラルーシ人の一覧

## 音楽
- ツィンバロム
- リャヴォニハ лявониха

## 産業
- アリヴァリヤ醸造所

## 運動・活動
- 憲章97（英語版）：反体制運動。憲章77に一部ほど触発された形で起こったもので、Webニュースサイトも開設されている